# Eucropia pallirena
Eucropia pallirena är en fjärilsart som beskrevs av Felder 1874. Eucropia pallirena ingår i släktet Eucropia och familjen nattflyn. Inga underarter finns listade i Catalogue of Life.